# تنگه تورس

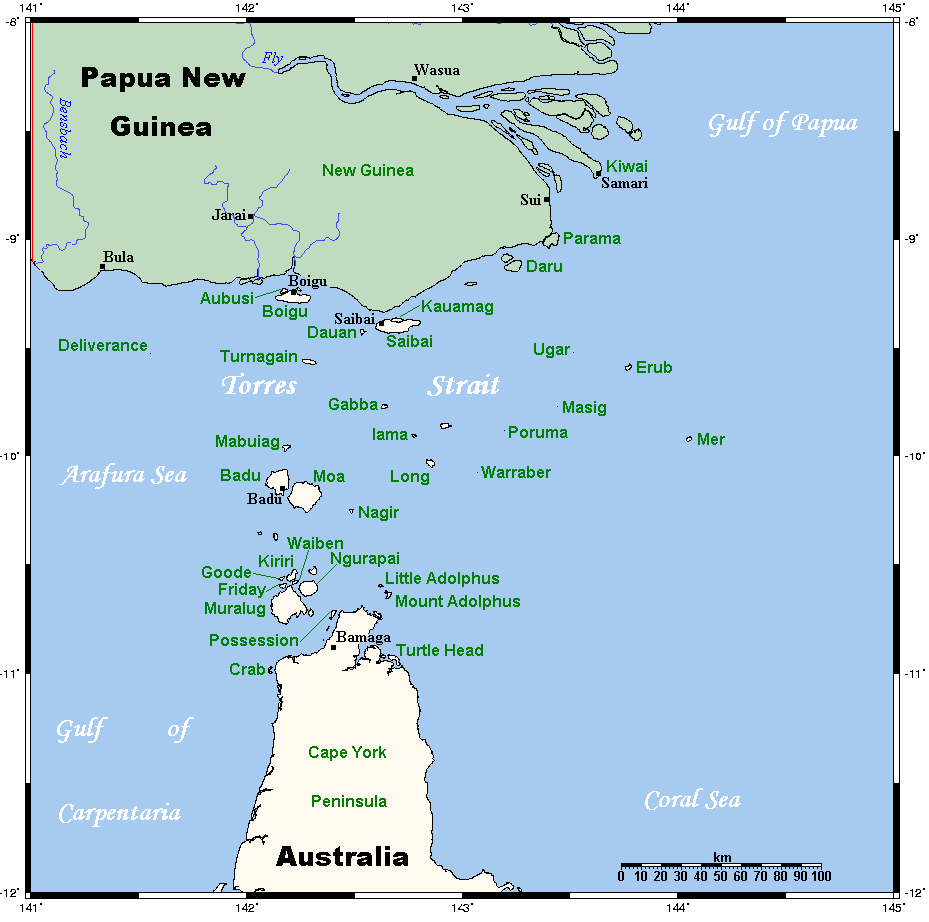
موقعیت تنگهٔ تورس بر روی نقشه

تنگهٔ تورس (به انگلیسی: Torres Strait) گذرگاهی آبی در بین جزیرهٔ گینه نو در شمال و شبه‌جزیره کیپ یورک (واقع در شمال شرقی استرالیا) در جنوب است  که دریای مرجان یا دریای کورال در شرق را به دریای آرافورا در غرب متصل می‌سازد.
این تنگه کم‌عمق بوده و پهنایی بین ۱۳۰ تا ۱۵۳ کیلومتر دارد. وجود تپه‌های دریایی و زیردریایی بسیاری در طول آن دریانوردی در این تنگه را با مخاطره مواجه می‌سازد. همچنین چندین جزیره در طول آن وجود دارد که جزیره‌های بزرگتر مسکونی هستند.
نام تنگهٔ تورس برگرفته از نام لوییز تورس، دریانورد و مکتشف اسپانیایی است.  او این تنگه را در سال ۱۶۰۶ کشف نمود اما وجود آن تا سال ۱۷۶۴ از دیگران پنهان نگاه‌داشته‌شد.  جیمز کوک، دریانورد انگلیسی دومین اروپایی‌ای بود که در سال ۱۷۷۴ از این تنگه گذشت.
مرز آبی بین استرالیا و پاپوا گینه نو در حدود ۳ مایلی از سواحل گینهٔ نو قرار دارد. در سال ۲۰۱۰ دادگاه‌های فدرال استرالیا حقوق و منافع سنتی جزیره‌نشینان تنگه تورس بر حدود ۴۴٬۰۰۰ کیلومتر مربع از آب‌های آن را به‌رسمیت شناختند.

## جستارهای ابسته
- جزایر تنگه تورس
- شبه جزیره کیپ یورک (استرالیا)